# Tyneham
Tyneham è un villaggio fantasma abbandonato nel 1943 ed ex parrocchia civile, ora parte della parrocchia di Steeple, distretto di Dorset, vicino a Lulworth sull'isola di Purbeck situato in Inghilterra. Nel 2001 la parrocchia civile contava una popolazione di 0 abitanti. La parrocchia civile è stata abolita il 1º aprile 2014 e fusa con Steeple per formare Steeple con Tyneham.

## Storia
La parrocchia ha prove sull'occupazione del villaggio risalenti all'età del ferro; ci sono più di 30 tumuli nella zona, anche se la maggior parte è stata danneggiata dai bombardamenti. Prove di occupazione romana sono state trovate anche nella valle intorno a Tyneham e c'erano industrie di bollitura del sale, di tornitura dello scisto e di marmo di Purbeck a Worbarrow Bay. A sud della cresta di gesso ci sono resti di un insediamento medievale.
Sembra che un tempo fosse possedimento di Robert, conte di Mortain, fratellastro di Guglielmo I d'Inghilterra. Il villaggio è menzionato nel Domesday Book come Tigeham, che significa "recinto per capre". Un secolo dopo, il villaggio era noto come Tiham e solo in tempi successivi come Tyneham. La chiesa in pietra calcarea di St Mary risale almeno al XV secolo, e Tyneham House fu costruita da Henry Williams tra il 1563 e il 1583.
Nel 1683 Nathaniel Bond (1634–1707) di Lutton acquistò Tyneham dalla famiglia Williams. Acquistò anche Creech Grange nel 1691 e la famiglia detiene ancora le sue tenute Purbeck. La scuola Tyneham fu fondata dal reverendo Nathaniel Bond (1804–89) nel 1860. Fu in seguito dichiarata proprietà della canonica e chiusa nel 1932 per mancanza di alunni.
Il villaggio di 7.500 acri di brughiera circostante i e terreni calcarei attorno alle colline Purbeck furono requisiti poco prima di Natale del 1943 dall'allora War Office (ora MoD) per essere utilizzati come poligoni di tiro per l'addestramento delle truppe.. 225 persone furono sfollate, l'ultima persona lasciò un avviso sulla porta della chiesa:
"Per favore trattate la chiesa e le case con cura; abbiamo rinunciato alle nostre case dove molti di noi hanno vissuto per generazioni per aiutare a vincere la guerra per mantenere gli uomini liberi. Torneremo un giorno e ti ringrazieremo per aver trattato il villaggio con gentilezza."
Questa misura avrebbe dovuto essere temporanea per la durata della seconda guerra mondiale, ma nel 1948 l'esercito emise un ordine di esproprio obbligatorio sul terreno e da allora è rimasto in uso per l'addestramento militare. Sebbene disseminato di rottami usati come bersagli e soggetto a bombardamenti regolari, il terreno è diventato un rifugio per la fauna selvatica poiché è stato libero da agricoltura e sviluppo. Nel 1975, dopo le lamentele dei turisti e della gente del posto, il Ministero della Difesa ha iniziato ad aprire il villaggio e i sentieri attraverso le catene montuose nei fine settimana e per tutto agosto.
Molti degli edifici del villaggio sono caduti in rovina o sono stati danneggiati dai bombardamenti. Nel 1967, la maggior parte della casa padronale, con parti che risalivano al XIV secolo, è stata abbattuta dall'allora Ministero dei lavori pubblici. La facciata est dell'edificio è stata ricostruita ad Athelhampton, con parti più piccole spostate a Melcombe Horsey e Bingham's Melcombe. La chiesa di St Mary, tuttavia, rimane in gran parte intatta; ha una vetrata di Martin Travers e monumenti commemorativi alla famiglia Bond, ma il pulpito del XVII secolo è stato spostato a Lulworth Camp e la targa a Kimmeridge. La chiesa e la scuola sono state da allora conservate come musei. La chiesa, la scuola e la fontanella sono tutti edifici classificati di II grado. Nel 2008, Tyneham Farm è stata riaperta al pubblico e sono in corso lavori di conservazione.

## Geografia fisica
Il villaggio è situato a nord-est di Worbarrow Bay sulla Jurassic Coast, a circa 6 chilometri a sud di Wareham ed a circa 15,9 km a ovest di Swanage. Il villaggio si trova in una valle isolata est-ovest tra due creste delle Purbeck Hills. A nord si trova la cresta principale con Povington Hill (191 m) e il suo punto più alto, Ridgeway Hill (199 m). A sud si trova la cresta sopra Gad Cliff che corre dal promontorio di Worbarrow Tout a ovest fino al poggio di Tyneham Cap (167 m) a est.

## Accesso al villaggio
Tyneham è accessibile solo quando i poligoni di tiro di Lulworth sono aperti al pubblico. I poligoni di tiro militari sono di proprietà del Ministero della Difesa e fanno parte della Armoured Fighting Vehicles Gunnery School. Avvisi di sicurezza su esplosivi e proiettili inesplosi sono pubblicati a Mupe Bay dal MoD: si consiglia ai visitatori di attenersi ai sentieri ufficiali e di osservare gli avvisi locali del sito perché in questa zona vengono utilizzati carri armati e veicoli blindati.

## Il villaggio nei media

### Film e letteratura
Nel 1985 il villaggio fu utilizzato per le riprese di Comrades, che racconta la storia dei martiri di Tolpuddle. La chiesa aveva una torre in fibra di vetro e grandi lapidi aggiuntive e Post Office Row era fronteggiata da cottage in fibra di vetro. Durante le riprese, la cabina telefonica originale K1 Mark 236 del 1929 di Tyneham fu distrutta e la compagnia cinematografica ne cercò una sostitutiva.
Il villaggio è l'ambientazione del climax del thriller comico Angel's Share di Mike Ripley (2006).
Tyneham è presente nell'episodio 5 della prima stagione di La Terra dopo l'uomo (Life After People'), "L'alba dei predatori", in cui viene esaminata la sua esistenza come insediamento improvvisamente abbandonato dai suoi residenti.
Il villaggio è l'ambientazione del romanzo The Forgotten Village di Lorna Cook (2019).
La storia del villaggio è la premessa del romanzo This Ruined Place (originariamente pubblicato per giovani adulti con il titolo Juby's Rook) di Michael Lawrence (2023).